# Dziubany
Dziubany – część wsi Ochoża w Polsce położona w województwie lubelskim, w powiecie chełmskim, w gminie Wierzbica.
W latach 1975–1998 Dziubany położone były w województwie chełmskim.